# Ecru
Ecru, též écru či ekry je výraz popisující barvu surového, neběleného plátna, anebo barvu surového hedvábí. Toto slovo pochází z francouzského výrazu écru, který znamená doslovně surový či nebělený.
Do 30. let minulého století byla ecru považována za stejný odstín, jako je béžová, a používala se jako synonymum pro tuto barvu. Od 50. let se však na oba odstíny pohlíží jako na samostatné barvy.

## Zajímavosti
V epizodě "The Second Time Around" seriálu Tajný život amerických teenagerů se Betty rozhodne, že si místo bílých svatebních šatů oblékne šaty barvy ecru.
Ve 4. epizodě 2. série seriálu Epizody jeden z herců hokejového týmu, Kevin (Jacob Anderson), poukazuje na rozdíl mezi barvami béžová a ecru. Jeho kolegové nevědí, co ecru je, Kevin svou znalost vysvětluje tím, že pochází z homosexuální rodiny – má dva otce, kvůli kterým sice neumí házet míčem, ale ví, co je ecru (a také "taupe", další druh barvy).